# Bildreproduktion

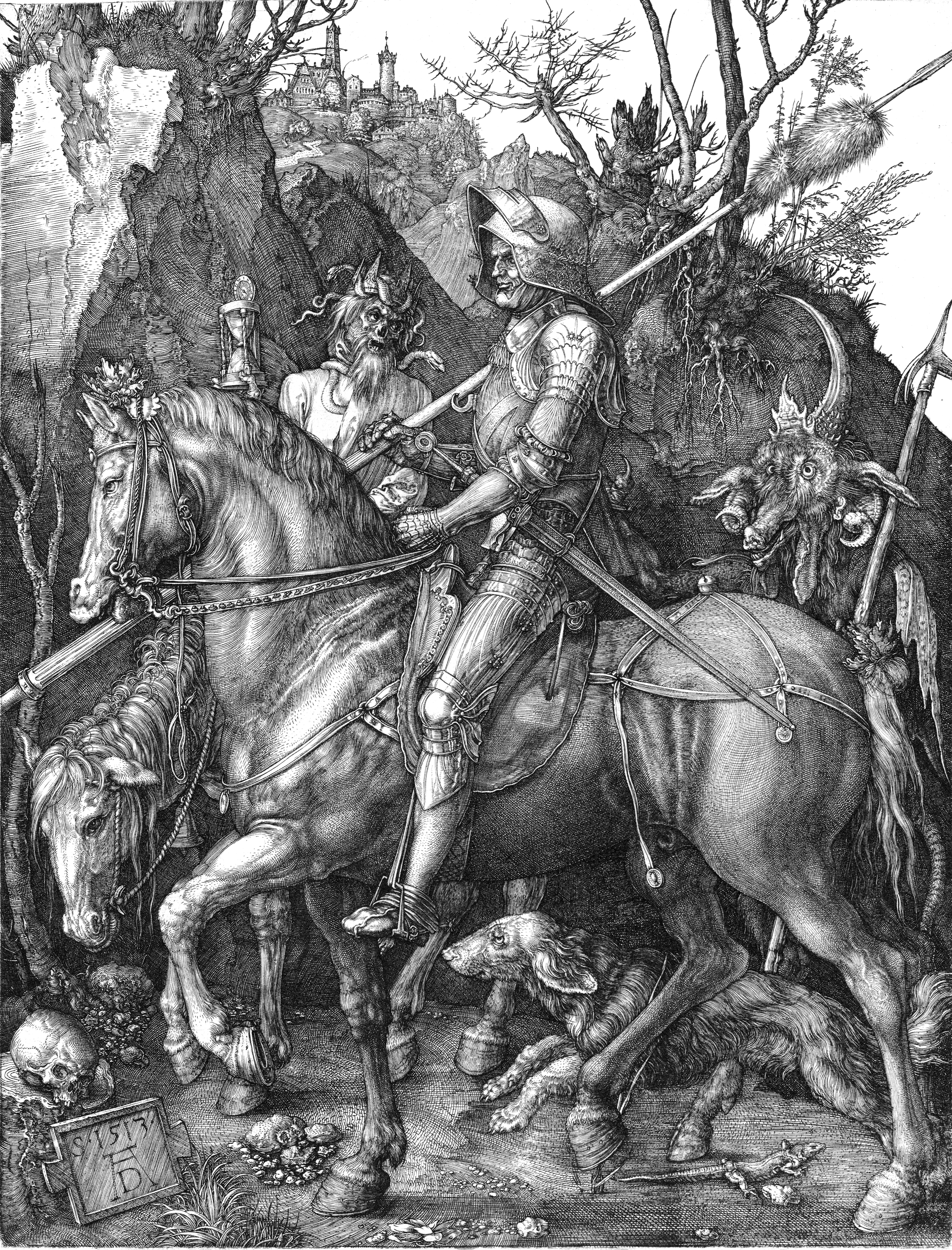
Einer der drei Meisterkupferstiche Albrecht Dürers: Ritter, Tod und Teufel

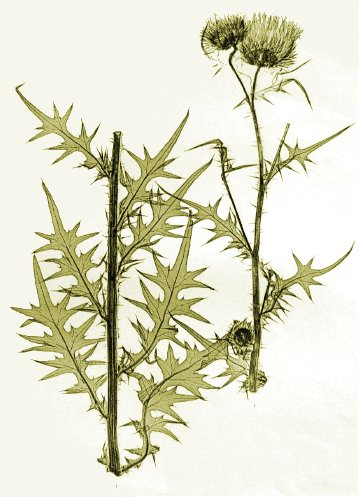
Beispiel eines Naturselbstdrucks: Gewöhnliche Kratzdistel aus Ettingshausen & Pokorny

Mit Bildreproduktion werden die Verfahren bezeichnet, die sich mit der künstlerischen oder gewerblichen Wiedergabe von Originalvorlagen zur Herstellung einer Druckform befassen. Heute geschieht das im Wesentlichen mit Hilfe einer Digitalkamera oder einem Scanner. Vor der Erfindung dieser Geräte und vor der Erfindung der Fotografie gab es eine große Anzahl von manuellen druckgrafischen Verfahren der Bildreproduktion. Diese werden der Grafik zugerechnet und als künstlerische Druckgrafik, Reproduktionsstich oder auch Reproduktionsgrafik bezeichnet. Der Unterschied zwischen künstlerischer Druckgrafik und Reproduktionsstich/Reproduktionsgrafik besteht lediglich darin, ob ein Künstler seine eigene Bildidee unmittelbar in eine druckgrafische Druckform umsetzt oder ob ein fremdes Gemälde, eine Zeichnung o. ä. vorliegt, nach dem die Druckform manuell hergestellt wird. Das wesentliche gemeinsame Merkmal der künstlerischen Druckgrafik und der manuellen Bildreproduktion besteht in der mittels Werkzeugen handwerklichen Erzeugung einer Druckform für das Hochdruckverfahren, den Tiefdruck oder den Flachdruck. Fotomechanische oder fotografische Verfahren der Bildreproduktion gehören zur Reproduktionstechniken, die sich nach der Erfindung der Fotografie etabliert hat. Bei diesen Verfahren der Bildreproduktion werden die manuellen Techniken durch fotografische Prozesse mittels lichtempfindlicher Materialien, Reprokamera und Kontaktkopiergerät ersetzt und als Reproduktionstechnik bezeichnet.

## Reproduktionstechniken
Zu den fotografischen Verfahren zählt die Schwarzweiß- und Farbfotografie mittels Kameras auf fotografische Platten und Filme und als frühe Form auch der Naturselbstdruck.
Nach der Erfindung des Glasgravurrasters im Jahr 1881 werden zunehmend fotografische Aufnahmen zur Bildreproduktion in allen Druckverfahren eingesetzt.
Mit dem Klischographen zu Beginn der 50er Jahre beginnt die elektronische Reproduktionstechnik. Im Hochdruck entstehen damit elektromechanisch gravierte Klischees als Druckformen, während später im Tiefdruck der Helioklischograph entsprechende Bildreproduktionen auf Tiefdruckzylindern liefert. In den 1960er Jahren kommt der Trommelscanner auf den Markt, mit dem elektronische Farbauszüge für die unterschiedlichen Druckverfahren hergestellt und auf lichtempfindlichen Film ausgegeben werden können.
Durch die Weiterentwicklung der Computertechnik zum Desktop-Publishing und die Entwicklung der Digitalkamera werden die konventionellen fotografischen und die analogen elektronischen Verfahren von der Digitalisierung der Druckbranche weitgehend verdrängt. Die Einführung von Apple-Computern, Windows-PCs und die RIP-Technologie zu Beginn der 90er Jahre, lassen die Reproduktionstechnik als Teil der Druckvorstufe im Desktop Publishing (DTP) verschwinden. DTP ermöglicht die gemeinsame Verarbeitung von Text, Bild und Grafik auf digitaler Basis am Bildschirm unter Sichtkontrolle. Bildgestaltungs-Software, wie Photoshop, Layoutprogramme wie Pagemaker, QuarkXpress und später InDesign, sowie Grafiksoftware wie Illustrator und Freehand, zusammen mit der Seitenbeschreibungssprache Postscript, machen dies jedoch erst möglich. Postscript ist eine Programmiersprache zur Ansteuerung der RIPs die eine gemeinsamen Ausgabe von Text, Bild und Grafik auf einem mit Laser angesteuerten Ausgabesystem ermöglichten. Postscript wurde später durch PDF ersetzt. Spätestens mit der digitalen Technik löst sich die Verwendung des Begriffs Reproduktionstechnik fachsprachlich im Begriff der Druckvorstufe auf.